# BPD (granata)
La Bomba BPD fu una bomba a mano italiana prodotta dalla Società Bombrini Parodi Delfino (BPD) di Colleferro ed impiegata dal Regio Esercito durante la prima guerra mondiale. Adottata nel 1915, ebbe scarso successo a causa dell'alto numero di malfunzionamenti.

## Tecnica
La BPD è una bomba a mano difensiva a frammentazione. Il corpo della bomba, realizzato in ghisa, è cilindrico ed è chiuso superiormente da un corpo avvitato, che a sua volta porta l'accenditore a percussione, protetto da un tappo in ottone o in piombo. L'accenditore è costituito da una capsula fulminante che, rimosso il tappo e battuta su una superficie dura, innesca una miccia a polvere nera da 14 secondi. La fiamma della miccia a sua volta accendeva un cilindretto di carta nel corpo bomba, contenente fulmicotone, e questo innescava l'esplosione della carica, costituita da 75 grammi di balistite. In caso di malfunzionamento della capsula a percussione, la miccia poteva essere accesa con una fiamma libera da un foro sul corpo di chiusura. Dato il peso notevole dell'ordigno, il lancio era limitato a 30 metri, che corrispondeva al raggio d'azione delle schegge.